# Ноддак, Вальтер
Вальтер Ноддак (нем. Walter Noddack; 17 августа 1893, Берлин — 7 декабря 1960, Бамберг) — немецкий физикохимик, первооткрыватель рения.

## Биография
Родился в Берлине. Учился в Высшей технической школе в Берлине (1912—1914, 1919—1920). С 1922 года работал в Институте химии Берлинского университета. В 1935—1941 годах — директор Института физической химии Фрайбургского университета, в 1941—1946 годах — профессор Страсбургского университета, в 1946—1957 годах — Философско-теологической высшей школы в Бамберге. С 1956 года — директор исследовательского института геохимии в Бамберге.

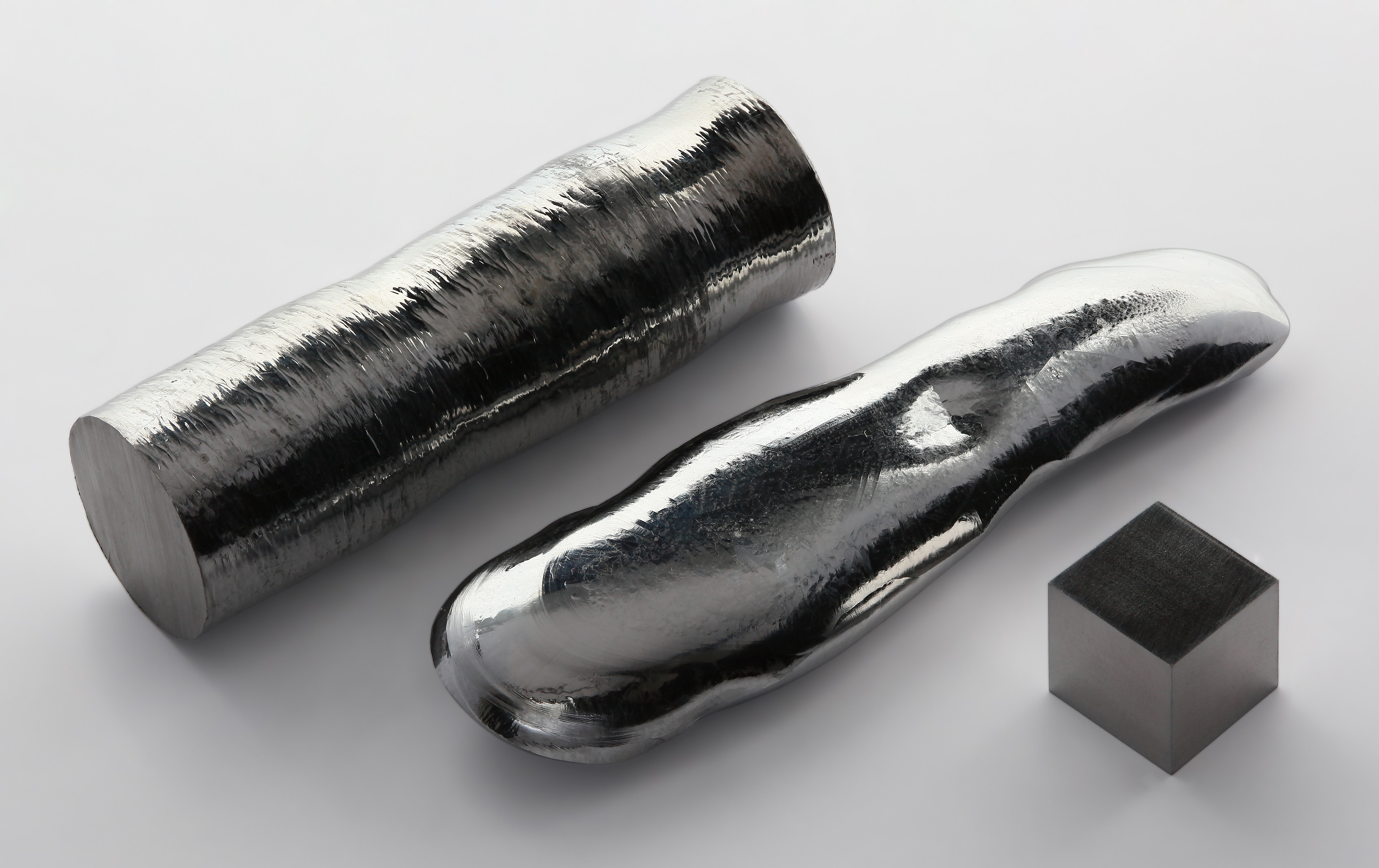
Металлический рений

Основные исследования посвящены геохимии редких и рассеянных элементов. В начале 1920-х годов под его руководством в лаборатории Siemens & Halske были начаты работы по обнаружению химических элементов с атомными номерами 43 и 75. Их существование было предсказано Д. И. Менделеевым ещё в 1871 году, по аналогии свойств элементов в группе периодической системы («экамарганец» и «двимарганец»). Существование ещё неоткрытых элементов в 7 группе периодической системы было подтверждено Г. Мозли в 1914 году.
В 1925 году В. Ноддак на собрании немецких химиков в Нюрнберге сообщил об открытии рентгеноспектральным анализом нового химического элемента с атомным номером 75 в платиновой руде и колумбите. Научная группа Ноддака при активном участии жены Иды Такке (Ноддак) и Отто Берга также обнаружила следы новооткрытого элемента в гадолините и молибдените. Новый элемент был назван рением (от лат. Rhenus  — наименование реки Рейн, в честь Рейнской провинции Германии — родины Иды Ноддак). В следующем году из норвежского молибденита удалось выделить первые 2 мг рения. Относительно чистый рений удалось получить только в 1928 году. Для получения 1 грамма рения требовалось переработать 660 кг молибденита.
Одновременно с рением было объявлено об открытии элемента с атомным номером 43, названном мазурием (по названию исторической области Мазурия в Восточной Пруссии). Однако, это открытие оказалось ошибочным: этот элемент был обнаружен только в 1937 году группой Э. Сегре в продуктах ядерного синтеза и в 1947 году назван технецием.
В 1931 году вместе с женой Ноддак был награждён медалью Юстуса Либиха Немецкого химического общества. Совместно с немецким физикохимиком Дж. Эггертом исследовал (1921—1929) квантовый выход процесса фотохимического образования металлического серебра и кристаллов галоидного серебра фотоэмульсии. Изучил (1933) процесс образования перрената калия — исходного продукта для получения большинства других соединений рения.
Вальтер Ноддак похоронен в Бамберге.

## Интересные факты
- Практически вся профессиональная деятельность В. Ноддака протекала совместно с женой Идой Такке (Ноддак). И до, и после женитьбы они работали вместе (нем. Arbeitsgemeinschaft)[5], за исключением работы в университете Страсбурга, где она не получала заработной платы[6]. Они поженились в 1926 году во время работы по открытию рения.
- В рамках международного симпозиума ISRR2018 отмечен 125-летний юбилей со дня рождения В. Ноддака, выпущен специальный знак:https://www.researchgate.net/publication/333973460_Noddak_pinspng#fullTextFileContent